# فرودگاه اسمیت (آرکانزاس)
فرودگاه اسمیت (آرکانزاس) (به انگلیسی: Smith Field (Arkansas)) یک فرودگاه همگانی بهره‌برداری هوایی با کد یاتا SLG است که یک باند فرود آسفالت دارد و طول باند آن ۱۵۲۳ متر است. این فرودگاه در کشور ایالات متحده آمریکا قرار دارد و در ارتفاع ۳۶۳ متری از سطح دریا واقع شده است.